# Albret (Adelsgeschlecht)

Provinzen Frankreichs (1477)

Albret war die Familie der Herren von Albret in Südwestfrankreich ab dem 11. Jahrhundert.

## Geschichte
Mit Arnaud-Amanieu d’Albret († 1401) trat die Hauptlinie in der zweiten Hälfte des 14. Jahrhunderts erstmals auf der nationalen Bühne auf. 1382 wurde er für seine militärischen Leistungen mit der Grafschaft Dreux belehnt. Sein Sohn Charles I. d’Albret (X 1415) war als Connétable von Frankreich der nominelle Kommandeur der französischen Truppen in der Schlacht von Azincourt.
Im Lauf des 15. Jahrhunderts kamen die Grafschaften Gavre, Périgord, Castres sowie die Vizegrafschaften Limoges und Tartas in den Besitz der Familie. Die Höhepunkt ihrer Macht erreichten die Albret mit Jean d’Albret († 1516), der durch seine Ehe mit Katharina von Navarra Mitkönig von Navarra wurde (allerdings bezog sich der Königstitel ab 1512 nur noch auf den Teil Navarras, der nördlich der Pyrenäen lag). Deren Sohn war König Heinrich II. von Navarra (Henri d’Albret), der zum Erbe seines Vaters von seiner Mutter die Grafschaften Foix und Bigorre sowie die Vizegrafschaft Béarn bekam.
Das bekannteste Mitglied der Familie ist jedoch Heinrichs Tochter, Königin Johanna III. von Navarra (Jeanne d’Albret, † 1572), die Mutter des späteren französischen Königs Heinrich IV., durch die der gesamte Besitz der Familie von Foix bis Navarra in den Besitz der französischen Krone kam. Mit ihr starb die Hauptlinie der Familie aus.
Die Albret besaßen 1491–1549 zudem die Grafschaft Rethel und starben mit einer Nebenlinie 1678 als Grafen von Marennes ganz aus.

Stammwappen Albret

Wappen ab dem 14. Jahrhundert

Mehrfeldriges Wappen als Könige von Navarra

Vereinfachtes Wappen als Könige von Navarra

## Wappen
Das Stammwappen Albret zeigte einen völlig roten Schild (ledig, also ohne Schildbild, womit es zu einer heraldischen Ausnahme gehört).
Ab dem 14. Jahrhundert wurde der Schild geviert dargestellt; in Feld 1 und 4 das Wappen Frankreichs: in Blau drei goldene Lilien, Feld 2 und 3 rot ohne Bild.
Als Könige von Navarra führten die Mitglieder des Geschlechts im roten Schild ein aus goldenen Kettengliedern bestehendes, achtstrahliges Netz, dessen Strahlen alle in einen dem Schildesrand entlanglaufenden Innenbord mündeten (die sogenannte Navarrakette).

## Stammliste (Auszug)

### Bis zum Ende des 12. Jahrhunderts
1. NN, vermutlich Amanieu I., Sire d’Albret um 1050
  1. Bernard Aiz I., Sire d’Albret um 1079/um 1097
    1. Amanieu II., Sire d’Albret um 1120/um 1140
    2. Bernard Aiz II., Sire d’Albret um 1120/um 1140
      1. Amanieu III., Sire d’Albret um 1120/1140
        1. (?) Bernard Aiz III., Sire d’Albret um 1130/1140, † vor 1164; ⚭ NN de Béarn, Tochter von Gaston IV., Vizegraf von Béarn
          1. Amanieu IV., Sire d’Albret 1150/75; ⚭ Adelmodis d’Angoulême, Tochter von Wilhelm VI., Graf von Angoulême (Haus Taillefer) – Nachkommen siehe unten

        2. (?) Esteven, 1124/26 Bischof von Razes, dann Archidiakon daselbst

  2. Guillen Amanieu I., Vizegraf von Bezaune, Graf von Bénauges um 1079/um 1097; ⚭ Amalvina, Vizegräfin von Bezaune und Bénauges um 1097
    1. Guillen Amanieu II., Vizegraf von Bezaune, Graf von Bénauges 1097/99, † vor 1103
      1. Bernardo, Vizegraf von Bezaune und Bénauges 1103
        1. Tochter; ⚭ Bernard de Gabarret, genannt de Boville, Vizegraf von Bezaune

### Das 13. und 14. Jahrhundert
1. Amanieu IV., Sire d’Albret 1150/75; ⚭ Adelmodis d’Angoulême, Tochter von Wilhelm VI., Graf von Angoulême (Haus Taillefer) – Vorfahren siehe oben
  1. Amanieu V., † vor 1240, Sire d’Albret 1210/32; ⚭ I Ansaride de Tartas, Tochter von Arnaldo Ramón, Vizegraf von Tartas; ⚭ II Isabel de Bergerac, Schwester von Elie Rudel, Sire de Bergerac et Gensac
    1. (I) Amanieu VI., 1240/70 bezeugt, Sire d’Albret, 1263 Vizegraf von Maremme; ⚭ I Viane de Gontaud (Gontaut-Biron); ⚭ II Mathe de Bordeaux, Tochter von Pierre de Bordeaux, Captal de Buch
      1. (II) Bernard Aiz IV., † 1280, Sire d’Albret; ⚭ Jeanne de Lusignan, † nach 1294, Tochter von Hugues XII., Sire de Lusignan
        1. Isabelle, † 1294, Dame d’Albret; ⚭ Bernard VI., Graf von Armagnac, † 1319 (Haus Lomagne)

      2. (II) Amanieu VII., † 1326, 1270 Seigneur de Maremme, 1294 Sire d’Albret, de Tartas et de Dax, 1315 Seigneur de Mixe et d’Ostabarret
        1. Bernard Aiz V., † 1357/59, Sire d’Albret et de Nérac; ⚭ I Isabelle de Gironde, † 1318, Tochter von Arnaud, Seigneur de Gironde; ⚭ II Mathe d’Armagnac, Tochter von Bernard VI. Graf von Armagnac (Haus Lomagne)
          1. (II) Guitard, † vor 1361, Vicomte de Tartas
          2. (II) Arnaud Amanieu, † 1401, Sire d’Albret et de Nérac, Vicomte de Tartas; ⚭ Marguerite de Bourbon, † nach 1416, Tochter von Peter I., Herzog von Bourbon (Stammliste der Bourbonen) – Nachkommen siehe unten
          3. (II) Rose, ⚭ Jean III. de Grailly, Captal de Buch, † 1376 (Haus Grailly)
          4. (II) Bernard, Seigneur de Sainte-Bazeille, † nach 1392
            1. François, Seigneur de Sainte-Bazeille, † 1445/45; ⚭ Jeanne de Roucy, † nach 1445, Tochter von Hugues, Graf von Roucy und Braine (Haus Pierrepont)

          5. (II) Bernard, 1362 Bischof von Dax

        2. Mathe, Vizegräfin von Tartas, Dame de Bergerac; ⚭ I Arnaud Raimond de Tartas, Vicomte de Tartas et de Dax, † 1312; ⚭ II Elie Rudel de Pons, Sire de Bergerac et de Montignac
        3. Ansaride; ⚭ Raimond, Vicomte de Fronsac
        4. Guitard, † 1338, Vicomte de Tartas; ⚭ Mascaronne d’Armagnac, Tochter von Gaston, Vicomte de Fézensaguet (Haus Lomagne)
        5. Bérard I., † 1346, Seigneur de Vertheuil, de Vayres, de Rions, de Puynormand etc.
          1. Bérard II., 1374 bezeugt, Seigneur de Rions, de Vayres, de Puynormand etc.; ⚭ Brunissende de Grailly, Tochter von Pierre II. de Grailly, Vicomte de Bénauges et de Castillon (Haus Grailly)
          2. Amanieu, 1364 bezeugt, Seigneur de Vertheuil, de Langoiran, de Vayres etc.
            1. Bérard III., 1379 bezeugt, Seigneur de Vayres, de Vertheuil et de Langoiran
            2. Mabile, Dame de Langoiran et de Podensac; ⚭ Arnaud Guillaume, Graf von Pardiac

      3. (II) Ansaride; ⚭ Centulle, Graf von Astarac, 1280 bezeugt

  2. Pinilla; ⚭ Roger d’Armagnac, Vizegraf von Fézensaguet, 1217/43 bezeugt (Haus Lomagne)

### Die Grafen von Dreux und Rethel
1. Arnaud Amanieu, † 1401, Sire d’Albret et de Nérac, Vicomte de Tartas; ⚭ Marguerite de Bourbon, † nach 1416, Tochter von Peter I., Herzog von Bourbon (Stammliste der Bourbonen) – Vorfahren siehe oben
  1. Charles I., X 1415 in der Schlacht von Azincourt, Sire d’Albret, Graf von Dreux, Vicomte de Tartas, Connétable von Frankreich
    1. Catherine, ⚭ Charles de Montaigu, X 1415 in der Schlacht von Azincourt, Vidame de Laon, Sohn von Jean de Montaigu (Stammliste der Valois)
    2. Jeanne, † 1435; ⚭ Johann I. Graf von Foix und Bigorre, † 1436 (Haus Grailly)
    3. Charles II., † 1471, Sire d’Albret, Comte de Dreux, Vicomte de Tartas, Seigneur d’Orval; ⚭ Anne d’Armagnac, Tochter von Bernard VII., Graf von Armagnac
      1. Jean, † 1468, Vicomte de Tartas; ⚭ Catherine de Rohan, † nach 1471, Tochter von Alain IX. de Rohan (Stammliste der Rohan)
        1. Alain, 1522 bezeugt, Sire d’Albret, Comte de Gavre, Périgord et de Castres, Vizegraf von Limoges und Tartas; ⚭ Françoise de Blois, genannt de Bretagne, Gräfin von Périgord, Vizegräfin von Limoges, Erbtochter von Guillaume, Vicomte de Limoges (Haus Châtillon) – Nachkommen siehe unten
        2. Louis, 1473 Kardinal
        3. Marie; ⚭ Boffille de Juge, Graf von Castres, † vor 1514
        4. Jeanne Louise, † 1494; ⚭ 1480 Jacques Sire d’Estouteville et de Vallemont, † 1489; sie war vor ihrer Ehe die Geliebte von Jean II. de Bourbon, Herzog von Bourbon, † 1488

      2. Louis, † 1465, Bischof von Cahors, Bischof von Aire, 1461 Kardinal
      3. Arnaud-Amanieu, † 1463, Baron de Lesparre etc.; ⚭ Isabelle de la Tour, † 1488, Tochter von Bertrand V. de La Tour, Graf von Auvergne und Boulogne (Haus La Tour d’Auvergne)
        1. Jean, † 1524, Sire d’Orval, Baron de Lesparre, 1491 Graf von Rethel, 1488 Graf von Dreux; ⚭ Charlotte de Bourgogne, 1491 Comtesse de Rethel, † 1500, Tochter von Jean, Graf von Nevers und Rethel (Haus Burgund)
          1. Marie, † 1549, 1500 Comtesse de Rethel; ⚭ Charles de Clèves (Karl von Kleve), 1506 Graf von Nevers und Auxerre, † 1521 (Haus Mark)
          2. Charlotte; ⚭ Odet de Foix, Graf von Comminges, Vizegraf von Lautrec, Marschall von Frankreich, † 1528 (Haus Grailly)
          3. Jacques Bâtard d’Albret, † 1540, 1518 Bischof von Nevers

        2. Françoise, † 1521; ⚭ Jean, Graf von Nevers und Rethel, † 1491 (Haus Burgund)

      4. Charles, † 1473; ⚭ Marie d’Astarac, Tochter von Jean II., Graf von Astarac
      5. Gilles, 1479 bezeugt, Seigneur de Castelmoron – Nachkommen siehe unten
      6. Marie, † nach 1485; ⚭ Charles de Bourgogne, 1415 Graf von Nevers und Rethel, † 1464 (Haus Burgund)
      7. Jeanne, † 1444, 1422 Comtesse de Dreux; ⚭ Arthur de Richemont, 1457 Herzog von Bretagne, † 1458 (Haus Frankreich-Dreux)

  2. Marguerite; ⚭ Gaston I de Foix (de Grailly), Captal de Buch, Comte de Bénauges etc., † nach 1455 (Haus Grailly)

### Die Könige von Navarra
1. Alain, 1522 bezeugt, Sire d’Albret, Comte de Gavre, Périgord et de Castres, Vizegraf von Limoges und Tartas; ⚭ Françoise de Blois, genannt de Bretagne, Gräfin von Périgord, Vizegräfin von Limoges, Erbtochter von Guillaume, Vicomte de Limoges (Haus Châtillon) – Vorfahren siehe oben
  1. Amanieu, † 1520, 1500 Kardinal, Bischof von Pamiers
  2. Pierre, Comte de Périgord
  3. Gabriel, Vizekönig von Neapel, 1503 bezeugt
  4. Louise, † 1531, Vizegräfin von Limoges; ⚭ Charles de Croy, Graf von Chimay, Ritter des Ordens vom Goldenen Vlies, † 1527
  5. Jean, † 1516, 1484 Mitkönig von Navarra; ⚭ 1484 Catherine Foix, † 1517, Königin von Navarra, Gräfin von Foix und Bigorre, Vizegräfin von Béarn, Tochter von Gaston de Foix, Prinz von Viana (Haus Grailly)
    1. Henri II., † 1555, 1517 Titularkönig von Navarra, Graf von Foix und Bigorre, Vitegraf von Béarn und Marsan; ⚭ Margarete von Navarra, † 1549, Tochter von Charles d’Orléans, Graf von Angoulême (Haus Valois-Angoulême)
      1. Jeanne (III.) d’Albret, † 1572, 1555 Titularkönigin von Navarra, Princesse de Béarn, Comtesse de Foix etc.; ⚭ I 1541 Wilhelm der Reiche, 1539 Herzog von Kleve, Jülich und Berg, geschieden 1546 (annulliert); ⚭ II 1548 Antoine de Bourbon, duc de Vendôme, X 1562 (Stammliste der Bourbonen)

    2. Isabelle; ⚭ René, Vicomte de Rohan, Graf von Porhoet, X 1552 (Stammliste der Rohan)

  6. Isabel; ⚭ Gaston II. de Foix, Comte de Candale et de Bénauges, † 1530 (Haus Grailly)
  7. Charlotte, † 1514, Dame de Châlus; ⚭ Cesare Borgia, Herzog von Valentinois, Herzog von Urbino, Fürst von Piombino, X 1507

### Die Grafen von Marennes
1. Gilles, 1479 bezeugt, Seigneur de Castelmoron – Vorfahren siehe oben
  1. Etienne Arnaud, Baron de Miossans
    1. Jean, Baron de Miossans et de Coarèze
      1. Henri I., Baron de Miossans, de Coarèze, de Gerderest et de l’Île d’Oléron; ⚭ Antoinette Dame de Pons et de Marennes, Erbtochter von Antoine, Sire de Pons, Comte de Marennes
        1. Henri II., Baron de Pons et de Miossans, Comte de Marennes
          1. François Alexandre, † 1648, Sire de Pons, Comte de Marennes
            1. Charles Amanieu, † 1678, Sire de Pons, Comte de Marennes, genannt « le Marquis d’Albret »; ⚭ Marie d’Albret, † 1692, seine Cousine

          2. César-Phoebus d’Albret, † 1676, Comte de Miossens, Marschall von Frankreich
            1. Marie, † 1692; ⚭ I Charles Amanieu d’Albret, † 1678, ihren Vetter; ⚭ II Charles de Lorraine, Comte de Marsan, Sire de Pons, Prince de Mortagne, † 1708 (Haus Guise)

        2. Apollon, um 1615 Apostolischer Protonotar